# Zip-a-Dee-Doo-Dah
Zip-a-Dee-Doo-Dah je píseň nahraná roku 1946 americkým hercem Jamesem Baskettem.
Píseň byla použita v animovaném filmu Píseň jihu společnosti The Walt Disney Company. Vyhrála Oscara za nejlepší píseň. Byla to druhá disney píseň po When You Wish Upon a Star která vyhrála tuto cenu. Autorem hudby byl Allie Wrubel a textařem Ray Gilbert.

## Coververze
V seznamu jsou uvedeny jen některé coververze.
- Johnny Mercer a The Pied Pipers (1946) na straně "A" se singlem Ev'rybody Has A Laughing Place na straně "B"[1]
- The Modernaires a Paula Kelly (1946) na straně "A" se singlem Too Many Irons In The Fire na straně "B"[2]
- George Olsen (1946) na straně "B" se singlem Through A Thousand Dreams na straně "A"[3]
- The Overtones (1953) na straně "A" se singlem Topsy Turvy Town na straně "B"[4]
- Bob B. Soxx & the Blue Jeans (1962) na straně "A" se singlem Flip And Nitty na straně "B"[5]
- Ray Conniff Singers (1963) na straně "A" se singlem My Heart Cries For You na straně "B"[6]
- The Big Three (1963) na svém albu At The Cavern[7]
- Dionne Warwick (1963) na svém albu Presenting Dionne Warwick[8]
- The Cannons (1964) na straně "A" se singlem Summertime Blues na straně "B"[9]
- The Dave Clark Five (1964) na jejich albu The Dave Clark Five Return![10]
- Max Merritt & The Meteors (1966) na straně "A" se singlem I've Been Trying na straně "B"[11]
- Roy Meriwether Trio (1966) na straně "B" se singlem Never On Sunday na straně "A"[12]
- Clara Ward (1966) na svém albu Hang Your Tears Out To Dry[13]
- Louis Armstrong (1968) na svém albu Disney Songs The Satchmo Way[14]
- Suzee Ikeda (1971)[15]
- Newbury Park (1971) na straně "B" se singlem Green Tambourine na straně "A"[16]
- Terrible Tom (1971) na straně "B" se singlem Sweet Mary na straně "A"[17]
- Christopher Cloud (1973) na straně "A" se singlem Interpretation Of War na straně "B"[18]
- Lou Christie (1974) na straně "A" s Good Mornin' se singlem You Were The One na straně "B"[19]
- The Young Generation (1974) na straně "A" se singlem These Are The Best Of Times na straně "B"[20]
- Jacksons (1979) na jejich albu Zip A Dee Doo Dah[21]
- James Last (1979) na svém albu Copacabana Happy Dancing[22]
- Steve Miller (1988) na svém albu Born 2B Blue (instrumentální verze)[23]
- The Mummies (1994) na jejich albu Party At Steve's House[24]
- Les Slow Slushy Boys (2000)[25]
- Luther Dickinson (2012)na straně "A" s Beautiful Dreamer se singly Nobody Knows The Trouble I've Seen/Peace In The Valley na straně "B" (instrumentální verze)[5]
- Bill Orcutt (2013) na svém albu A History Of Every One (instrumentální verze)[26]
- Buddy Britten a The Regents na straně "A" se singlem I Guess I'm In The Way na straně "B"[27]